# Tejo de Fortingall
El Tejo de Fortingall (en gaélico escocés: Craobh-Iubhair Fhartairchill) es un viejo tejo (Taxus baccata) que se encuentra en un patio del poblado de Fortingall, condado de Perthshire, Escocia. Durante mucho tiempo se estimó que su edad debía estar entre los 3000 y 9000 años, investigaciones recientes tienden a situarlo en torno a los 5.000 años de edad. Esto lo convierte, no obstante, en el árbol más viejo del que se tiene noticia en Reino Unido.

## Características

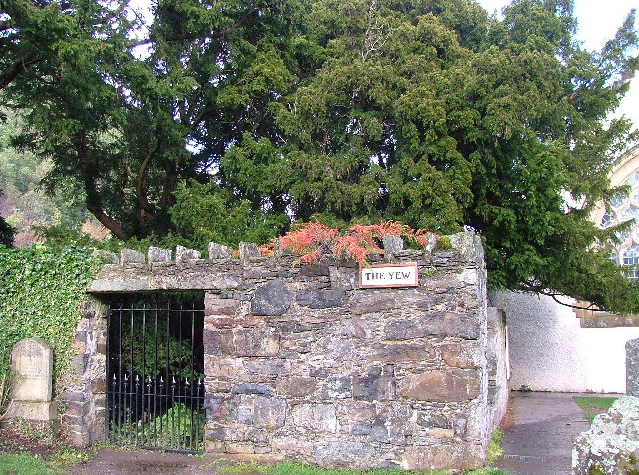
El Tejo de Fortingall, considerado el ser vivo más viejo de Europa.

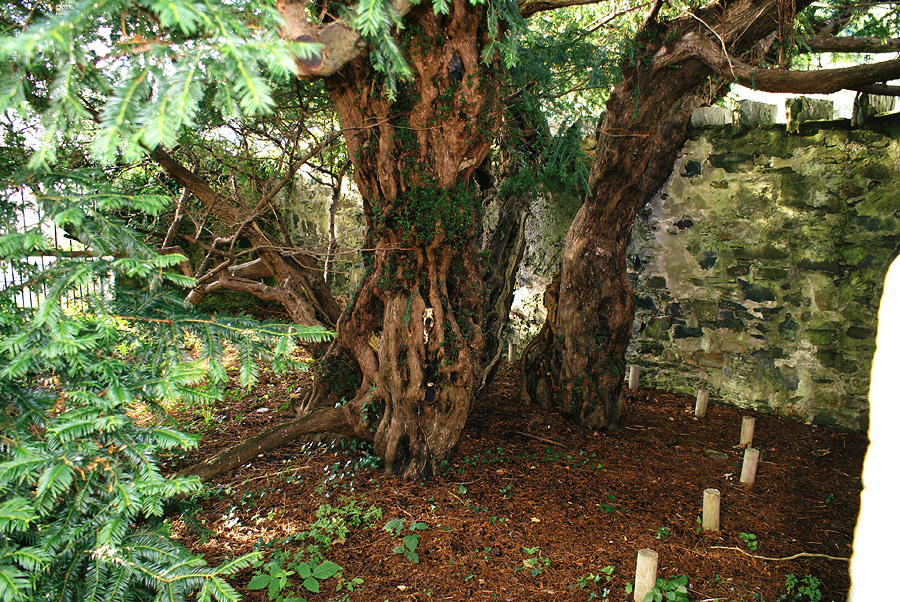
El Tejo de Fortingall en 2007

El tejo no tiene un aspecto espectacular: no es muy alto, y su tronco, antes gigantesco (tenía 17.5 metros de circunferencia en 1769), se encuentra ahora separado en distintos tallos, dando la impresión de ser varios árboles más pequeños. Esto se debe a que durante el siglo XIX se estableció la costumbre de llevarse pequeñas astillas de su tronco como souvenir, aunque también influye el natural declive del propio árbol, de forma que el centro del tronco está actualmente a ras del suelo.

## Conservación
A pesar de su edad y de los ataques sufridos, el tejo está aparentemente en buen estado y podría tener por delante varios siglos más de vida. Actualmente se encuentra protegido por un vallado no muy alto, que no permite acercarse pero sí observarlo, aunque el turismo le está haciendo daño.